# Мак, Артур Афанасьевич
Арту́р Афана́сьевич Мак (15 мая 1930 — 21 февраля 2016) — советский и российский учёный-физик, доктор физико-математических наук, профессор, научный руководитель Института лазерной физики в составе ФГУП «Научно-производственная корпорация „Государственный оптический институт им. С. И. Вавилова“» (с 2015 года — Акционерное общество «ГОИ им. С. И. Вавилова»).

## Биография
Родился в городе Каменец-Подольский Хмельницкой области Украинской ССР.
В 1954 году окончил Ленинградский политехнический институт и поступил в аспирантуру Государственного оптического института им. С. И. Вавилова (ГОИ).
В 1960 году защитил кандидатскую, в 1968 докторскую диссертации. Последовательно занимал должности начальника научной лаборатории, отдела, отделения. Профессор (1971). В 1990 году возглавил созданный на базе научного отделения ГОИ Институт лазерной физики (НИИ ЛФ) в составе Всесоюзного (позже — Всероссийского) научного центра «ГОИ им С. И. Вавилова» (в 1993 году НИИ ЛФ вышел из состава ВНЦ ГОИ, в 2005 году на его основе создана Научно-производственная корпорация (НПК) «ГОИ им. С. И. Вавилова»).  С 2005 года — научный руководитель Института лазерной физики в составе НПК «ГОИ им. С. И. Вавилова» (с 2015 года —- АО «ГОИ им. С. И. Вавилова»).
Скончался 21 февраля 2016 года в Санкт-Петербурге. Похоронен на Смоленском кладбище.

## Научная деятельность
С работ Ю. А. Ананьева, И. М. Белоусовой, М. П. Ванюкова, А. А. Мака, Л. Д. Хазова и других сотрудников ГОИ в 1961 году начались работы в институте  по лазерной тематике. Большое значение для успешного развертывания этих работ имели традиционные исследования, проводимые в институте в области спектроскопии, люминесценции, фотохимии, нелинейной оптики. В результате в июне 1961 года в ГОИ  практически одновременно с сотрудниками ФИАН  удалось запустить первый в СССР рубиновый лазер, причём на активных элементах производства ГОИ. В дальнейшем было проведено всестороннее изучение пространственно-угловых, спектральных, временны́х и энергетических характеристик излучения твердотельных лазеров. Исследовались процессы термических возмущений в активных средах и методы их компенсаций с целью получения стабильного лазерного излучения малой расходимости. В 1974 году в составе группы сотрудников ГОИ и предприятий отрасли  был удостоен Государственной премии СССР за разработку лазеров на неодимовом стекле и освоение их серийного производства, а в 1982 году за достижения в области лазерной техники ему была присуждена Ленинская премия. В дальнейшем под руководством А. А. Мака проводились исследования динамики и состава лазерного излучения, изучались физические процессы в высокотемпературной лазерной плазме, разрабатывались методы управления параметрами и повышения энергетических и мощностных характеристик лазеров. Теоретические и экспериментальные исследования физики и оптики лазеров на неодимовом стекле позволили создать установки для изучения взаимодействия мощного лазерного излучения с веществом в интересах решения проблем лазерного термоядерного синтеза и ряда других прикладных задач. А. А. Маком с сотрудниками были разработаны и переданы для освоения промышленностью более трех десятков типов лазеров и лазерных систем для использования в различных областях науки, промышленности, медицины и военной техники. В течение ряда лет А. А. Мак осуществлял научное руководство исследованиями нелинейной коррекции аберраций в лазерах и в наблюдательных оптических системах, фазирования лазерного излучения, взаимодействия лазерного излучения с веществом и другими.

## Научно-общественная и педагогическая работа
В течение многих лет А. А. Мак вёл большую научно-общественную и педагогическую работу. Он возглавлял научную школу «Оптика лазеров» ГОИ, яркими представителями которой являются профессора И. М. Белоусова, О. Б. Данилов, В. А. Серебряков, член-кор. РАН Н. Н. Розанов. Был членом редакционного совета журнала «Квантовая электроника» и редакционной коллегии «Оптического журнала». Начиная с 1977 года, А. А. Мак организовал в Санкт-Петербурге и являлся бессменным председателем представительных Международных конференций «Оптика лазеров» (в 2014 году состоялась 16-я по счёту конференция). С 1977 по 1993 год А. А. Мак был профессором кафедры оптики Санкт-Петербургского государственного университета, с 1993 по 2005 год заведовал филиалом кафедры Санкт-Петербургского государственного университета информационных технологий, механики и оптики (СПбГУ ИТМО), затем был научным руководителем магистерской программы на созданной в СПбГУ ИТМО кафедре «Оптика лазеров». С 2005 года почётный член Оптического общества им. Д.С. Рождественского. Он автор и соавтор более 260 научных статей и докладов, 60 патентов, 3 монографий. В 2001 и 2007 годах А. А. Мак награждён орденами «За заслуги перед Отечеством» IV и III степеней соответственно с формулировкой «За разработку и создание новой специальной техники и многолетний добросовестный труд».

## Награды, премии, почётные звания
- Орден Трудового Красного Знамени (1971)
- Государственная премия СССР (1974)
- Орден Ленина (1978)
- Ленинская премия (1982)
- Заслуженный деятель науки Российской Федерации (1993)
- Премия Правительства Российской Федерации в области науки и техники (1997)
- Орден «За заслуги перед Отечеством» IV степени (2001)
- Орден «За заслуги перед Отечеством» III степени (2007)
- Звание «Почётный машиностроитель» Министерства экономики РФ (2000)
- Медаль А. А. Лебедева Оптического общества им. Д. С. Рождественского (1995; первый награждённый)[5]
- Медаль Д. С. Рождественского Оптического общества им. Д. С. Рождественского (2003)
- Медаль М. В. Келдыша Федерации космонавтики РФ (2005)
- Медаль К. Э. Циолковского Федерации космонавтики РФ (2008)

## Избранные публикации
1. Мак А. А., Сомс Л. Н., Фромзель В. А., Яшин В. Е. Лазеры на неодимовом стекле. — М.: Наука. Главная редакция физико-математической литературы, 1990. — 288 с. — ISBN 5-02-014182-8.
2. Мак А. А., Соловьев Н. А. Введение в физику высокотемпературной лазерной плазмы. — Л.: Изд-во ЛГУ, 1991. — 151 с. — ISBN 5-288-00672-5.
3. Andreev A. A., Mak A. A., Solovyev N. A. An introduction to Hot Laser Plasma Physics. — NY.: Nova Science Publishers, 2000. — 167 с. — ISBN 1-56072-803-5.
4. Мак А. А., Яшин В. Е. Оптика мощных твердотельных лазеров: проблемы реализации предельных возможностей. // Оптический журнал. — 1998. — № 12. — С. 39–51. — ISSN 0030−4042.